# Hochwasserrückhaltebecken Höhbergtal-Gerlingen
Das Hochwasserrückhaltebecken Höhbergtal-Gerlingen des Wasserverbandes Obere Lippe liegt zwischen Soest und Werl im Kreis Soest in Nordrhein-Westfalen.
Es ist ein Trockenbecken ohne Dauerstau, in dem bei Hochwasser ein namenloses Gewässer im Gerlinger Grund durch einen 21 m hohen Erddamm aufgestaut wird.
Für den Speicherraum des Hochwasserrückhaltebeckens liegen drei verschiedene Angaben vor, die von 0,542 bis 1,25 Millionen m³ reichen.